# Azulamus scabrissimus
Azulamus scabrissimus – gatunek kosarza z podrzędu Laniatores i rodziny Manaosbiidae. Jedyny znany przedstawiciel monotypowego rodzaju Azulamus. Pierwotnie rodzaj umieszczony był w Gonyleptidae, skąd został przeniesiony w 1997 roku przez A. B. Kury'ego.

## Występowanie
Gatunek jest endemiczny dla Peru.